# Dumarsais Estimé

Dumarsais Estimé

Dumarsais Estimé (* 21. April 1900 in Verrettes; † 20. Juli 1953 in New York City) war ein haitianischer Politiker und Präsident von Haiti.

## Biografie

### Berufliche und politische Laufbahn
Nach dem Besuch der Primarschule der Christlichen Brüder in der Hafenstadt Saint-Marc sowie des Lycée Pétion absolvierte er ein Studium der Mathematik. Nach Beendigung des Studiums war er einige Zeit als Mathematiklehrer tätig.
Seine politische Laufbahn begann er mit der Wahl zum Abgeordneten der Deputiertenkammer (Chambre des Deputées). 1937 wurde er von Präsident Sténio Vincent zum Minister für Erziehung, Landwirtschaft und Arbeit berufen und übte dieses Amt bis 1940 aus.

### Präsident 1946 bis 1950
Nach dem Sturz des diktatorischen Regimes von Élie Lescot wurde er am 16. August 1946 von der Nationalversammlung für eine sechsjährige Amtszeit zum Präsidenten von Haiti gewählt. Dabei setzte er sich gegen den von Daniel Fignolé favorisierten ehemaligen Oberst Démosthène Calixte durch, weil das Parlament nicht gegen den von der Militärführung um Major Paul Eugène Magloire nominierten Estimé stimmen konnte.
Als erster schwarzer Präsident seit mehreren Jahrzehnten sah er sich von Anfang an von der mulattischen Elite sowie der populistischen Bewegung Mouvement Ouvrier Paysan (MOP) von Fignolé, den er zum Erziehungsminister ernannte, in die politisch Enge getrieben. Durch Fignolés MOP wurde er gedrängt, sich für einen kleinbäuerlichen Populismus verbunden mit ausländer-  und mulattenfeindlichen Meinungen einzusetzen. Durch ihn erlangte auch der Voodoo seine zentrale Bedeutung.
Außenpolitisch wurden während seiner Präsidentschaft am 30. August 1947 der Interamerikanische Vertrag über gegenseitigen Beistand (Vertrag von Rio) sowie am 30. April 1948 die Charta der Organisation Amerikanischer Staaten (OAS) unterzeichnet.
Innenpolitisch fielen in seine Amtszeit der Bau der Bewässerungsanlagen für den Reisanbau im Département Artibonite, der Bau eines Elektrizitätswerkes, die Verstaatlichung von Standard Fruit, die Anhebung der Mindestlöhne, der Aufbau der Modellstadt Belladère, der Einführung einer Einkommensteuer und die Weltausstellung zur 200-Jahr-Feier der Gründung von Port-au-Prince durch französische Zuckerrohrpflanzer 1949.
Während seiner gesamten Amtszeit sah er sich außerdem einer zunehmenden internen Opposition sowie der Feindseligkeit des Nachbarstaates, der Dominikanischen Republik, ausgesetzt, was schließlich am 15. November 1949 zur Verhängung des Ausnahmezustandes führte, währenddessen eine Petition zum Frauenwahlrecht im März 1950 abgelehnt wurde.
Aufgrund dieser Ereignisse und der Erklärung, dass er 1952 entgegen der Verfassung erneut für das Präsidentenamt kandidieren wollte, übergab ihm der aus den Obersten Franck Lavaud, Paul Eugène Magloire und Prosper bestehende Generalstab am 10. Mai 1950 eine Proklamation, in dem seine Absetzung erklärt wurde.
Anschließend begab er sich ins Exil nach Jamaika. Nach einem weiteren Aufenthalt in Frankreich ließ er sich in New York City nieder, wo er knapp drei Jahre später verstarb.

### Beziehungen zu Duvalier und Familie
Zu seinen Schülern als Mathematiklehrer gehörte auch der spätere Präsident und Diktator François Duvalier, der er 1949 zum Gesundheits- und Arbeitsminister in seine Regierung berief.
Als François Duvalier vier Jahre nach seinem Tod 1957 selbst Präsident wurde, bezeichnete Estimés Witwe, Lucienne Heurtelou Estimé, ihn als spirituellen Nachfolger ihres verstorbenen Mannes. Duvalier berief Lucienne Estimé, die 2006 im Alter von 86 Jahren bei einem Überfall getötet wurde, zur Botschafterin in Brüssel. Estimés Sohn Jean Robert Estimé war von 1982 bis 1985 Außenminister während der Präsidentschaft von Duvaliers Sohn, Jean-Claude Duvalier.